# Waitin' for the Night
Albums de The Runaways
Queens of Noise
(1977) And Now... The Runaways
(1978)
Waitin' for the Night est le 3e album studio du groupe The Runaways sorti en 1977.

## Titres
| No  | Titre                 | Auteur                            | Durée |
| --- | --------------------- | --------------------------------- | ----- |
| 1.  | Little Sister         | Joan Jett, Inger Asten            | 3:04  |
| 2.  | Wasted                | Joan Jett, Kim Fowley             | 3:24  |
| 3.  | Gotta Get Out Tonight | Joan Jett                         | 3:31  |
| 4.  | Wait for Me           | Joan Jett                         | 4:53  |
| 5.  | Fantasies             | Lita Ford                         | 5:36  |
| 6.  | School Days           | Joan Jett, Kim Fowley             | 2:53  |
| 7.  | Trash Can Murders     | Lita Ford                         | 3:14  |
| 8.  | Don't Go Away         | Joan Jett                         | 3:17  |
| 9.  | Waitin' for the Night | Joan Jett, Kim Fowley, Kari Krome | 5:02  |
| 10. | You're Too Possessive | Joan Jett                         | 4:06  |

## Composition du groupe
- Joan Jett - chants & guitare rythmique
- Lita Ford - guitare solo & chœurs
- Vicki Blue - basse & chœurs
- Sandy West - batterie & chœurs